# Eulychnia acida
Eulychnia acida là một loài thực vật có hoa trong họ Cactaceae. Loài này được Phil. mô tả khoa học đầu tiên năm 1864.

## Hình ảnh

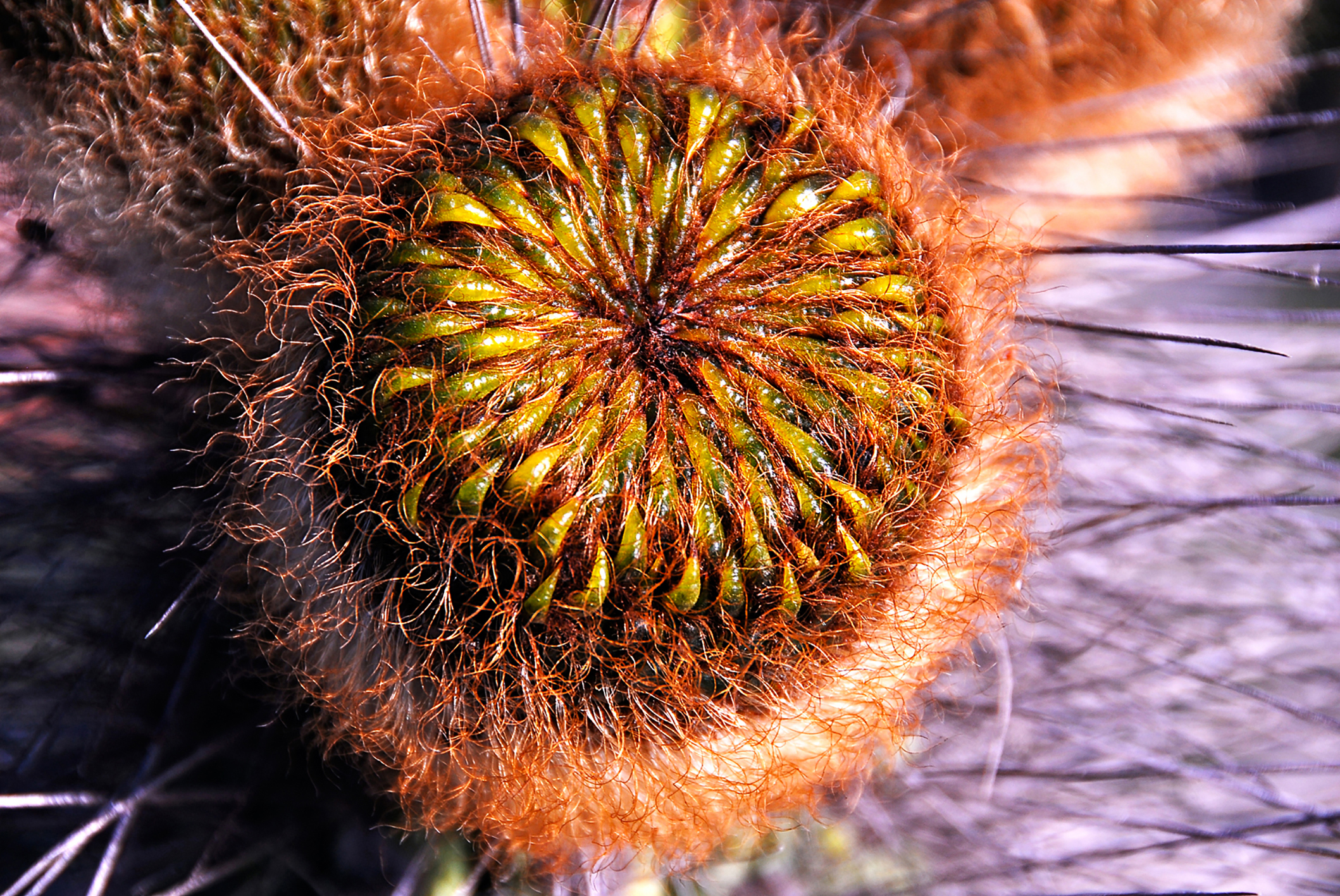